# Seconde bataille de Kharkov
Pour les articles homonymes, voir Bataille de Kharkov.
Seconde Guerre mondiale
Batailles
Front de l’Est

Prémices :
- Campagne de Pologne
- Guerre d’Hiver

Guerre germano-soviétique :
- 1941 : L'invasion de l'URSS

- Opération Barbarossa

Front nord : 
- Guerre de Continuation
- Opération Silberfuchs
- Siège de Léningrad

Front central : 
- 2e bataille de Brest-Litovsk
- Bataille de Białystok–Minsk
- 1re bataille de Smolensk
- Bataille de Kiev

Front sud : 
- Siège d'Odessa
- Campagne de Crimée

- 1941-1942 : La contre-offensive soviétique

Front nord : 
- Poche de Demiansk
- Poche de Kholm

Front central : 
- Bataille de Moscou

Front sud : 
- Seconde bataille de Kharkov

- 1942-1943 : De Fall Blau à 3e Kharkov

Front nord : 
- Offensive de Siniavino
- Opération Iskra
- Bataille de Krasny Bor
- Opération Poliarnaïa Zvezda

Front central : 
- Opération Mars

Front sud : 
- Bataille du Caucase (opération Fall Blau)
- Bataille de Stalingrad
- Opération Uranus
- Opération Saturne
- Offensive d'Ostrogojsk-Rossoch
- Offensive de Voronej-Kastornoe
- Opération Gallop
- Opération Étoile
- Troisième bataille de Kharkov

- 1943-1944 : Libération de l'Ukraine et de la Biélorussie

Front central : 
- 2e bataille de Smolensk
- Opération Bagration

Front sud : 
- Bataille de Koursk
- Bataille du Dniepr
- Offensive Dniepr-Carpates
- Offensive de Crimée
- Offensive de Lvov-Sandomir

- 1944-1945 : Campagnes d'Europe centrale et d'Allemagne

Allemagne : 
- Offensive Vistule-Oder
- Offensive de Poméranie orientale
- Siège de Breslau
- Offensive de Prusse-Orientale
- Bataille de Königsberg
- Bataille de Seelow
- Bataille de Bautzen
- Bataille de Berlin
- Capitulation allemande

Front nord et Finlande : 
- Guerre de Laponie
- Offensive Leningrad-Novgorod
- Bataille de Narva

Europe orientale : 
- Opération Margarethe
- Insurrection de Varsovie
- Soulèvement national slovaque
- Opération Panzerfaust
- Bataille de Budapest
- Opération Frühlingserwachen
- Offensive de Vienne
- Insurrection de Prague
- Offensive de Prague
- Bataille de Slivice

Front d’Europe de l’Ouest

Campagnes d'Afrique, du Moyen-Orient et de Méditerranée

Bataille de l’Atlantique

Guerre du Pacifique

Guerre sino-japonaise

Théâtre américain
La seconde bataille de Kharkov, ainsi nommée par Wilhelm Keitel, a mis aux prises du 12 au 28 mai 1942 les forces de l'Axe et l'Armée rouge dans le sud du front de l'Est pendant la Seconde Guerre mondiale. Elle combine une attaque soviétique en direction de Kharkov et une contre-attaque allemande pour éliminer la tête de pont d'Izioum, sur le Donets, qui servait aux Soviétiques d'espace pour préparer leurs offensives. Après une contre-attaque hivernale qui avait repoussé les troupes allemandes loin de Moscou, mais aussi épuisé les réserves de l'Armée rouge, l'offensive de Kharkov fut pour celle-ci une nouvelle tentative pour reprendre l'initiative stratégique, même si elle ne réussit pas à garantir l'élément de surprise.
Le 12 mai 1942, les forces soviétiques sous le commandement du maréchal Semion Timochenko lancèrent une offensive contre la 6e armée allemande à partir d'une percée réalisée au cours de la contre-attaque hivernale. Après des premiers signes prometteurs, cette offensive fut arrêtée par la contre-attaque allemande. Des erreurs majeures de plusieurs officiers de l'état-major soviétique et de Staline lui-même, qui ne parvinrent pas à estimer avec précision le potentiel allemand et surestimèrent leurs propres forces, conduisirent au succès de la contre-attaque allemande « en pince », qui coupa les troupes soviétiques avancées du reste du front.

## Contexte

### Situation générale sur le front de l'Est
À la fin de février 1942, la contre-offensive soviétique hivernale, qui avait repoussé les Allemands loin de Moscou, s'était arrêtée, laissant les deux camps reprendre leur souffle.
Joseph Staline était convaincu que les Allemands étaient à l'agonie, et qu'ils s'écrouleraient au printemps ou à l'été 1942, comme il le déclara dans son discours du 7 novembre 1941. Il décida donc d'exploiter leur supposée faiblesse sur le front de l'Est en lançant une nouvelle offensive au printemps.
La décision de Staline rencontra une forte opposition de ses principaux conseillers, notamment du chef d'état-major de l'Armée rouge, le général Boris Chapochnikov, ainsi que des généraux Alexandre Vassilievski et Gueorgui Joukov, qui prônaient tous une posture plus défensive. Comme le rappelle Vassilievski, « Oui, nous espérions [que les réserves allemandes s'épuiseraient], mais la réalité était plus cruelle que ça ». Selon Joukov, Staline croyait que les Allemands étaient capables de mener des opérations selon deux axes stratégiques à la fois, mais il était sûr que le début d'une offensive de printemps sur toute la largeur du front déstabiliserait la Wehrmacht avant qu'elle puisse lancer une offensive mortelle contre Moscou. Malgré les avertissements de ses généraux, Staline décida finalement d'essayer de prendre les Allemands par surprise grâce à des « offensives locales ».

### Choix de la stratégie
Après la conclusion de l'offensive d'hiver, Staline et la Stavka (l'état-major de l'Armée rouge) croyaient que l'offensive allemande finale aurait pour but Moscou, en même temps qu'aurait lieu une offensive majeure dans le sud, semblable aux opérations Barbarossa et Typhon de l'année précédente. Le haut-commandement soviétique avait affirmé que les Allemands avaient été vaincus à Moscou, mais leurs soixante-dix divisions présentes devant la ville représentaient une menace. Staline et la plupart des généraux et des commandants sur le front croyaient en outre sincèrement que le principal effort allemand viserait Moscou,. Staline, enhardi par le succès de l'hiver, était cependant aussi convaincu que des offensives locales dans la région ne feraient que fatiguer les Allemands, affaiblissant leur capacité à monter une nouvelle opération contre Moscou. Au début, il avait accepté de préparer l'Armée rouge pour une « défense stratégique active », mais il donna ensuite des ordres pour préparer sept offensives locales entre la mer Baltique et la mer Noire. Une des zones choisies était Kharkov, où l'action devait commencer en mars.
Au début de ce mois, le haut-commandement soviétique émit des ordres pour l'état-major stratégique du front sud-ouest pour une offensive dans la région, après les victoires de l'opération offensive stratégique de Rostov (ru) et de l'opération offensive Barvenkovo-Lozovaya (ru) dans le Donbass. Les combats commencèrent ce mois, le maréchal Semion Timochenko et le lieutenant-général Kirill Moskalenko enfonçant des positions allemandes le long du cours septentrional du Donets, à l'est de Kharkov. Des combats intenses se poursuivirent en avril, Moskalenko traversant la rivière et établissant une faible tête de pont à Izioum, tandis que plus au sud la 6e armée soviétique remportait des succès limités contre les forces allemandes, qui avaient réussi à établir leur propre tête de pont à l'est de la rivière Donetz. Cela attira l'attention de Staline, qui y vit le prélude à une éventuelle offensive vers Pavlograd et Sinelnikovo, et finalement Kharkov et Poltava.
Le 15 mars 1942, les commandants soviétiques présentèrent des plans préliminaires pour une offensive vers Kharkov, prévoyant une très importante accumulation de réserves. Le 20 mars, Timochenko tint une réunion à Koupiansk pour discuter de l'offensive à venir. Un rapport préparé par son chef d'état-major, le lieutenant-général Hovhannes Bagramian, résuma pour Moscou la réunion, bien que taisant probablement des renseignements essentiels[Lesquels ?]. L'accumulation des forces soviétiques dans la région de Barvenkovo et Volchansk se poursuivit largement jusqu'au début de mai. Les derniers détails furent réglés en mars et avril après des discussions entre Staline, l'état-major général et le commandement de la direction stratégique du front sud-ouest dirigé par Timochenko, une des dernières directives de la Stavka étant émise le 17 avril 1942.

## Préparation de l'offensive

### Ordre de bataille soviétique
Le 11 mai 1942, l'Armée rouge était capable de disposer de six armées pour deux fronts, parmi d'autres unités. Le front du Sud-Ouest était formé de la 21e armée, de la 28e, de la 38e et de la 6e. Le 11 mai, le 21e corps blindé avait été transféré dans la région avec le 23e, apportant 269 tanks supplémentaires. Il y avait aussi trois divisions de fusiliers et un régiment de fusiliers, formés à partir de la 270e division de fusiliers, concentrés dans la région et soutenus par la 2e corps de cavalerie à Bogdanovka. Le front du Sud disposait des 57e et 9e armées, de 30 divisions et une brigade de fusiliers, ainsi que le soutien appréciable du 24e corps blindé, du 5e corps de cavalerie et de trois divisions de fusiliers de la Garde. À son maximum, le front du Sud pouvait utiliser onze canons ou mortiers par kilomètre de front,.
Le regroupement des forces dans le secteur se heurta à la raspoutitsa, qui transforma les sols en boue et retarda de nombreuses manœuvres. Le renforcement des fronts sud et sud-ouest prit plus de temps que prévu. Il y eut aussi de nombreuses critiques de hauts représentants soviétiques, qui blâmèrent les commandants sur le terrain pour la mauvaise gestion de leurs troupes, leur incapacité à monter des offensives et leur tendance à diriger depuis un fauteuil, comme Alexandre Vassilievski le précise dans ses mémoires. Comme le regroupement était fait d'une façon désordonnée, les Allemands reçurent des avertissements limités des mouvements soviétiques devant eux. Moskalenko, commandant de la 38e armée, fait porter le blâme sur le fait que les fronts n'avaient pas prévu de plan avant la décision de regroupement, et firent donc preuve d'une mauvaise organisation. Il a déclaré après coup qu'il n'était pas étonnant que les « germano-fascistes aient deviné nos plans ».

### Commandement et forces soviétiques
Le principal commandant soviétique était le maréchal Semion Timochenko, un vétéran de la Première Guerre mondiale et de la guerre civile russe. Bien qu'il ait obtenu des succès limités lors de la bataille de Smolensk un an auparavant, ses efforts avaient finalement débouché sur une défaite. Il avait ensuite été capable d'orchestrer la victoire à Rostov durant la contre-offensive hivernale et avait remporté des succès limités durant l'offensive de printemps vers Kharkov, avant le début de la véritable bataille. Le commissaire militaire surveillant l'armée était Nikita Khrouchtchev.
Les soldats soviétiques, pour leur part, étaient plutôt inexpérimentés. Dans la débâcle de l'année précédente, l'Armée rouge avait perdu la plupart de ses troupes d'origine, tuées, blessées ou capturées par les Allemands, avec presque un million de pertes pour la seule bataille de Moscou. Son soldat typique était un conscrit récent, ne possédant que peu ou aucune expérience du combat. Outre le manque de soldats chevronnés, l'Armée rouge commençait aussi à souffrir d'une mauvaise logistique et d'un manque de matériel, une bonne partie de la base industrielle soviétique se trouvant désormais derrière les lignes allemandes. C'est la raison pour laquelle elle favorisait à l'époque une stratégie temporaire de défense.
Le chef d'état-major, le maréchal Alexandre Vassilievski, a reconnu que l'armée soviétique de 1942 n'était pas prête à lancer des offensives majeures contre une armée allemande bien entraînée, simplement parce qu'elle n'avait sur elle ni l'avantage quantitatif ni l'avantage qualitatif nécessaire, et parce que son encadrement, du haut en bas de l'échelle de commandement, était en cours de reconstitution après les défaites de 1941. Cette notion est cependant largement rétrospective et s'applique aux offensives soviétiques de 1942 et au-delà, comme l'opération Mars d'octobre 1942 et la seconde bataille de Târgu Frumos (en) en mai 1944.

### Préparatifs allemands
Les Soviétiques ignoraient que la 6e armée allemande, commandée depuis peu par le général Friedrich Paulus, avait reçu des ordres pour l'opération Friderikus le 30 avril 1942. Cette opération était un effort concerté pour écraser les armées soviétiques du saillant d'Izioum, créé au sud de Kharkov durant les offensives soviétiques de mars et avril. Cette mission fut confiée à la 6e armée et les dernières directives, émises le 30 avril, annonçaient un début probable le 18 mai.
Les Allemands avaient aussi fait un effort massif pour renforcer le groupe d'armées Sud, transféré sous les ordres du maréchal Fedor von Bock, l'ancien commandant du groupe d'armées centre durant les opérations Barbarossa et Typhon. Le 5 avril 1942, Hitler avait publié la directive numéro 41, qui désignait le sud comme la zone principale des opérations pour la campagne estivale ; fin avril-début mai, les divisions du groupe d'armées Sud furent ramenées à leur force maximale aux dépens des autres groupes. L'objectif stratégique fut mis en évidence par les victoires de la 11e armée d'Erich von Manstein en Crimée. L'objectif principal restait les champs pétrolifères du Caucase, la ville de Stalingrad représentant un objectif secondaire.
Le calendrier de l'opération Friderikus publié en avril fournissait une raison supplémentaire d'augmenter les forces dans la zone de la 6e armée. Ignorée des Soviétiques, l'armée allemande connaissait donc une réorganisation majeure dans la zone. Le 10 mai, quand Paulus soumit son dernier plan pour l'opération Friderikus, il commença à craindre une attaque soviétique. Mais à cette date l'armée allemande placée face à Timochenko était prête au combat dans la perspective d'une offensive en direction du Caucase.

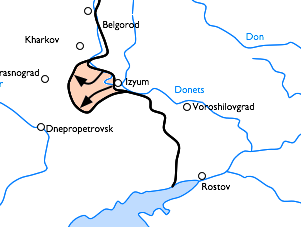
Le front de l'Est en mai 1942. Le saillant d'Izioum est coloré en rose.

## Ordres de batailles
| Soviétique - Front du Sud-Ouest, - 6e armée sous le commandement du général Avksenti Gorodnianski (ru) - 41e division de fusiliers (ru) - 47e division de fusiliers de montagne (ru) - 103e division de fusiliers (ru) - 248e division de fusiliers (ru) - 253e division de fusiliers - 266e division de fusiliers (ru) - 337e division de fusiliers (ru) - 411e division de fusiliers (ru) - 21e corps de chars - 23e corps de chars - 5e brigade de chars de la Garde (ru) - 37e brigade de chars - 38e brigade de chars - 48e brigade de chars - 21e armée sous le commandement du général Vassili Gordov - 8e division de fusiliers motorisés (en) (non engagée dans la bataille) - 76e division de fusiliers - 227e division de fusiliers (ru) - 293e division de fusiliers - 297e division de fusiliers (non engagée dans la bataille) - 301e division de fusiliers (non engagée dans la bataille) - 1re brigade de fusiliers motorisés (non engagée dans la bataille) - 10e brigade de chars - 28e armée sous le commandement du général Dimitri Riabychev (ru) - 13e division de fusiliers de la Garde (ru) - 38e division de fusiliers - 162e division de fusiliers (ru) - 169e division de fusiliers (ru) - 175e division de fusiliers - 244e division de fusiliers (ru) - 3e corps de cavalerie de la Garde - 5e division de cavalerie de la Garde - 6e division de cavalerie de la Garde - 32e division de cavalerie - 34e brigade de fusiliers motorisés - 6e brigade de chars de la Garde (ru) - 57e brigade de chars - 84e brigade de chars - 90e brigade de chars - 38e armée sous le commandement du général Kirill Moskalenko - - 81e division de fusiliers (ru) - 124e division de fusiliers (ru) - 199e division de fusiliers (ru) - 226e division de fusiliers (ru) - 300e division de fusiliers (ru) - 304e division de fusiliers (ru) - 13e brigade de chars (ru) - 36e brigade de chars (ru) - 133e brigade de chars (ru) - Détachement d'armée Bobkine (ru) - 270e division de fusiliers - 393e division de fusiliers - 6e corps de cavalerie - 26e division de cavalerie - 28e division de cavalerie - 49e division de cavalerie - 7e brigade de chars - 7e armée de sapeurs (ru) - 12e brigade de sapeurs - 14e brigade de sapeurs - 15e brigade de sapeurs - 20e brigade de sapeurs - 21e brigade de sapeurs - Réserves du front - 277e division de fusiliers (ru) - 343e division de fusiliers (ru) - 2e corps de cavalerie - 38e division de cavalerie - 62e division de cavalerie - 70e division de cavalerie - Front du Sud, - 9e armée sous le commandement du général Fiodor Kharitonov - 51e division de fusiliers (ru) - 106e division de fusiliers (ru) - 216e division de fusiliers (en) - 333e division de fusiliers - 335e division de fusiliers - 341e division de fusiliers - 349e division de fusiliers - 78e brigade de fusiliers marins - 57e armée sous le commandement du général Kouzma Podlas (ru) - 14e division de fusiliers de la Garde - 99e division de fusiliers (ru) - 150e division de fusiliers - 317e division de fusiliers (ru) - 351e division de fusiliers - Réserves du front - 5e corps de cavalerie - 30e division de cavalerie - 34e division de cavalerie - 60e division de cavalerie - 12e brigade de chars (ru) - Unités venues en renfort - 242e division de fusiliers de montagne (ru) - 278e division de fusiliers (ru) - 296e division de fusiliers - 3e brigade de chars - 15e brigade de chars (ru) - 114e brigade de chars | Allemand - 6e armée sous le commandement du général Friedrich Paulus - 3e corps d'armée - 8e corps d'armée - 62e division d'infanterie - 113e division d'infanterie - 454. Sicherungs-Division - 4e division d'infanterie roumaine (ro) - 108e division d'infanterie hongroise - 29e corps d'armée - 75e division d'infanterie - Infanterie-Regiment 202 - Infanterie-Regiment 222 - 11e corps d'armée - 298e division d'infanterie - 1re division d'infanterie roumaine (ro) - 2e division d'infanterie roumaine (ro) - 17e corps d'armée - 168e division d'infanterie - Infanterie-Regiment 429 - 79e division d'infanterie - Infanterie-Regiment 212 - Infanterie-Regiment 226 - 294e division d'infanterie - Grenadier-Regiment 513 - Infanterie-Regiment 514 - 1re division de montagne - 14e Panzerdivision - 20e division d'infanterie roumaine - 44e corps d'armée - 68e division d'infanterie - 257e division d'infanterie - 97e division de chasseurs - 101e division de chasseurs - 51e corps d'armée - 44e division d'infanterie - Grenadier-Regiment 131 - 71e division d'infanterie - Grenadier-Regiment 191 - Grenadier-Regiment 211 - 297e division d'infanterie - Infanterie-Regiment 523 - Infanterie-Regiment 524 - 299e division d'infanterie - Infanterie-Regiment 530 - 3e Panzerdivision - 23e Panzerdivision - 60e corps d'armée |

## Offensive soviétique

### Succès initiaux

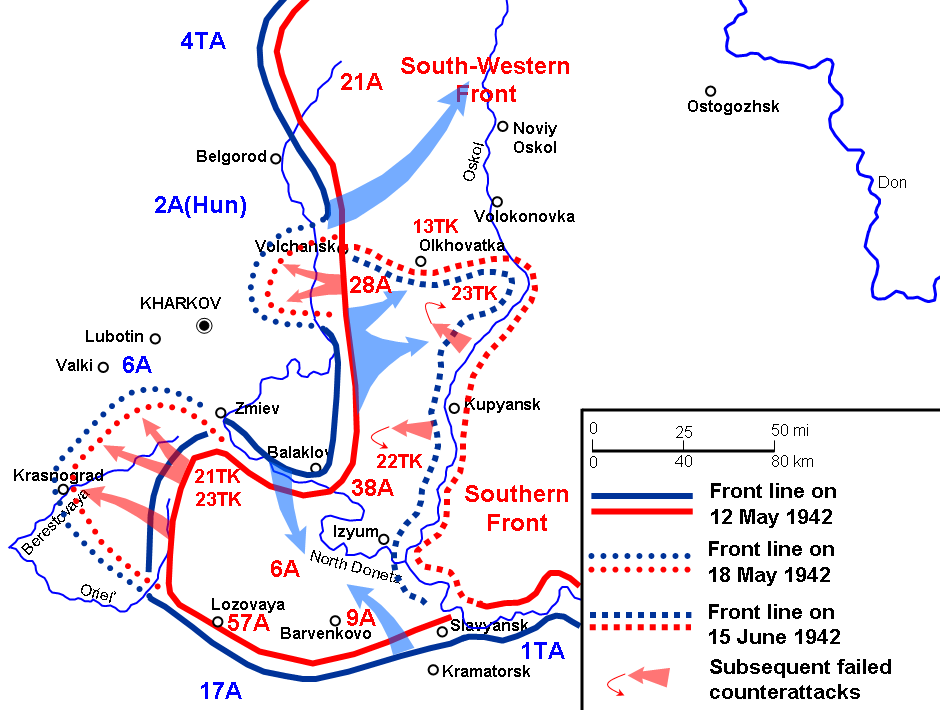
Lignes de front au 12 mai (lignes pleines), au 18 mai (pointillés ronds) et au 15 juin (pointillés carrés). Soviétiques rouges, Allemands bleu.

L'offensive de l'Armée rouge commença le 12 mai 1942 à 6 h 30, par une préparation d'artillerie d'une heure et une attaque aérienne de vingt minutes sur les positions allemandes. L'offensive terrestre débuta à 7 h 30 par un mouvement de pince depuis les saillants de Volchansk, au nord, et de Barvenkovo, au sud. Les forces soviétiques se heurtèrent à une résistance tenace, mais les défenses allemandes furent lentement brisées par des raids aériens et des frappes d'artillerie, ainsi que par des assauts terrestres coordonnés sur leurs positions fortifiées. Les combats furent si intenses que les Soviétiques firent avancer leurs formations de seconde ligne, prêts à les lancer à leur tour dans la bataille. Le combat fut particulièrement féroce près du village soviétique de Nepokrytaia, où les Allemands lancèrent trois contre-attaques. À la fin de la journée, l'avancée soviétique la plus importante n'était que de dix kilomètres. Le commandement soviétique sur le champ de bataille, renseigné par le général Moskalenko, apprit le mouvement de plusieurs unités de réserve allemandes et comprit finalement que ses forces affrontaient deux divisions, au lieu d'une seule comme il était prévu, ce qui indiquait que les reconnaissances et recueils d'informations antérieurs avaient été inefficaces. En fait, le journal d'un général allemand mort laissait entendre que les Allemands avaient probablement eu connaissance à l'avance des projets soviétiques dans la région. Pour l'essentiel, l'avancée soviétique était faible, n'ayant vraiment réussi que sur son flanc gauche, les autres continuant à avancer lentement et subissant des revers mineurs. Le même jour, après beaucoup d'insistance de la part de Paulus, trois divisions d'infanterie et une de panzer furent mises à sa disposition pour la défense de Kharkov. Bock avait averti Paulus de ne pas contre-attaquer tout de suite sans soutien aérien, bien que cette position ait ensuite été reconsidérée lorsque plusieurs brigades blindées soviétiques percèrent le VIIIe corps du général Walter Heitz dans le secteur de Volchansk, qui n'était qu'à 20 kilomètres de Kharkov, constituant une grave menace pour les Allemands.
Durant les premières 72 heures, la 6e armée allemande subit l'essentiel du choc, combattant dans la boue, sous une pluie battante, et perdant 16 bataillons. Paulus ordonna une série d'actions défensives, les Allemands menant aussi quelques contre-attaques locales. Le 14 mai, l'Armée rouge avait fait des gains impressionnants, mais les actions allemandes dans certaines zones lui avaient coûté cher et plusieurs divisions sérieusement atteintes durent cesser leurs attaques. Seuls les blindés, tenus en réserve, étaient capables de stopper les contre-attaques allemandes. Au grand désespoir de Timochenko, les pertes allemandes étaient estimées minimales : on estimait par exemple que seuls 35 à 70 tanks des 3e et 23e Panzerdivisions avaient été détruits.

### Intervention de la Luftwaffe
Hitler fit immédiatement appel à la Luftwaffe pour contrer l'offensive. À cette date, son Korps de soutien le plus proche était déployé en Crimée, où il prenait part au siège de Sébastopol.
Le VIII. Fliegerkorps (8e corps aérien), dirigé par Wolfram von Richthofen, reçut l'ordre de quitter la Crimée pour Kharkov, mais cet ordre fut annulé. Dans un mouvement inhabituel, Hitler le laissa en Crimée, mais il ne le plaça pas sous la responsabilité de la Luftflotte 4 (Flotte aérienne 4) du Generaloberst Alexander Löhr, qui comprenait déjà le VI. Fliegerkorps du General der Flieger Kurt Pflugbeil et le Fliegerführer Süd (commandement aérien sud) du colonel Wolfgang von Wild, une petite unité anti-navire basée en Crimée. Au lieu de cela, il autorisa von Richthofen à prendre en charge toutes les opérations aériennes au-dessus de Sébastopol. Le siège n'était pas fini et la bataille de la péninsule de Kertch n'était pas encore gagnée. Hitler était cependant satisfait des progrès sur place et il se contenta de détourner le VIII. Fliegerkorps pour empêcher la percée soviétique à Kharkov. L'utilisation de la Luftwaffe pour compenser le manque de puissance de feu de l'armée de terre indique que l'OKW considérait principalement la Luftwaffe comme une arme de soutien à terre. Cela exaspéra von Richthofen qui se plaignit que la Luftwaffe « était la pute de l'armée ». N'étant pas envoyé à Kharkov, il se plaignit aussi du transfert de ses unités dans la région, faisant valoir que les batailles pour Kertch et Sébastopol continuaient et qu'avec le transfert de forces aériennes à Kharkov, la victoire n'était plus garantie. En réalité les Soviétiques étaient déjà en déroute à Kertch et les positions de l'Axe autour de Sébastopol étaient favorables.
L'annonce de l'arrivée prochaine d'une puissante force aérienne releva le moral des troupes allemandes. Les commandants de l'armée de terre comme Paulus et von Bock plaçaient tant de confiance dans la Luftwaffe qu'ils ordonnèrent de ne pas attaquer sans appui aérien. Pendant ce temps, le VI. Fliegerkorps de Pflugbeil devait utiliser tous les appareils disponibles pour enrayer le mouvement de l'Armée rouge. Bien qu'opposé à une aviation soviétique supérieure en nombre, il réussit à s'assurer la maîtrise de l'air et à limiter les pertes des forces terrestres causées par celle-ci. Les équipages en souffraient, certains volant de l'aube au crépuscule et effectuant plus de 10 rotations par jour. Le 15 mai, Pflugbeil reçut d'importants renforts : quatre escadrons de bombardiers, les Kampfgeschwader 27 (KG 27), KG 51, KG 55 et KG 76, équipés de Junkers Ju 88 et de Heinkel He 111. Le Sturzkampfgeschwader 77 (77e escadron de bombardement en piqué, ou StG 77) arriva également pour fournir un appui direct au sol. Pflugbeil avait maintenant 10 groupes de bombardiers, six de chasseurs et quatre de Stukas Junkers Ju 87. Des problèmes logistiques faisaient cependant que seuls 54,5 % des appareils étaient opérationnels.

### Défense allemande
L'appui aérien allemand commença à peser sur les Soviétiques, forçant certaines unités comme la 38e armée à la défensive. Il intervenait dangereusement proche d'une ligne de front fluctuante, causant des pertes importantes aux lignes d'approvisionnement, aux réserves et aux formations blindées soviétiques. Le général Franz Halder a remarqué que ces attaques aériennes ont joué un rôle majeur pour briser l'offensive soviétique. La Luftwaffe attaquait l'ennemi, mais assurait aussi des missions de ravitaillement vitales. Des bombardiers larguaient des approvisionnements aux unités allemandes encerclées, qui pouvaient continuer à tenir jusqu'à ce qu'une contre-offensive vienne les relever.
Le 14 mai, les Allemands continuaient à pilonner les positions soviétiques dans le nord dans des offensives locales, et la Luftwaffe avait acquis la supériorité aérienne dans le secteur de Kharkov, obligeant Timochenko à engager ses propres réserves aériennes pour contrer la Luftflotte 4 renforcée. Les Soviétiques échouèrent et la Luftwaffe prit l'ascendant sur leurs forces aériennes plus nombreuses, mais techniquement inférieures. Les combats aériens affaiblirent la chasse soviétique, permettant à l'aviation d'attaque allemande d'influencer encore plus la bataille au sol. Les Soviétiques continuèrent cependant leur offensive, se désengageant d'affrontements mineurs et changeant la direction de leurs efforts. Mais face à une résistance continue et à des contre-attaques locales, ceux-ci déclinaient, surtout lorsqu'ils subissaient des raids aériens massifs. À la fin de la journée, la 28e armée se retrouva incapable d'attaquer.
Ironiquement, la pince soviétique sud avait beaucoup moins souffert que les groupes de choc de la pince nord. Elle avait connu des succès spectaculaires au cours des trois premiers jours, s'enfonçant profondément dans les positions allemandes. Bien que menant également des combats intenses, elle avait défait plusieurs bataillons allemands, dont plusieurs formés de soldats d'origine étrangère, comme des Hongrois. Ses succès ont cependant été attribués au fait que les premiers progrès dans le nord y avaient attiré les réserves allemandes, alors indisponibles pour aller renforcer le sud. Mais le 14 mai, Hitler avait ordonné à la 1. Panzerarmee d'Ewald von Kleist de prendre l'initiative d'une audacieuse contre-offensive pour préparer le lancement de l'opération Friderikus.

### Seconde phase de l'offensive
Les 15 et 16 mai, les Soviétiques firent une nouvelle tentative dans le nord, rencontrant la même résistance que les trois premiers jours. Les fortins allemands continuèrent à tenir. Les Soviétiques furent particulièrement gênés par leur manque d'artillerie lourde, qui les empêcha de prendre les positions les plus fortifiées. Ils ne purent pas par exemple s'emparer de Ternovaia (ru), où les Allemands refusèrent farouchement de se rendre. Les combats furent si durs qu'après avoir avancé en moyenne de cinq kilomètres, l'offensive cessa pour la journée. Elle reprit le lendemain mais fut largement bloquée par des contre-attaques de panzers et les divisions soviétiques épuisées ne purent conserver leurs gains.
Dans le sud, cependant, les Soviétiques poursuivirent sur leur lancée, bien que commençant à subir de lourdes frappes aériennes. Les Allemands, pour leur part, avaient passé la journée à se défendre dans les deux secteurs, lançant de petites contre-attaques pour éroder le potentiel offensif de l'Armée rouge, tout en faisant venir des renforts du sud, notamment plusieurs escadrons aériens venus de Crimée. Les mauvaises décisions de la 150e division de fusiliers soviétique, qui avait réussi à traverser la rivière Barvenkovo, jouèrent un rôle majeur dans la mauvaise exploitation des succès tactiques du groupe de choc sud.

### Contre-attaque de la1. Panzerarmee
Le 17 mai, les Allemands prirent l'initiative : le 3e Panzer Corps de Kleist et le 44e corps d'armée lancèrent une contre-attaque sur la tête de pont de Barvenkovo depuis la région d'Aleksandrovka dans le sud. Grandement aidé par l'appui aérien du VI. Fliegerkorps, Kleist écrasa les positions soviétiques et avança de dix kilomètres le premier jour. Durant la nuit, beaucoup d'unités soviétiques furent renvoyées pour être rééquipées à l'arrière, pendant que d'autres montaient renforcer des positions fragiles. Le même jour, Timochenko fit un rapport à Moscou, demandant des renforts et décrivant les échecs de la journée. Les tentatives de Vassilievski pour faire approuver une retraite générale furent rejetées par Staline.
Le 18 mai, la situation s'aggrava et la Stavka suggéra à nouveau d'arrêter l'offensive et d'ordonner à la 9e armée d'abandonner le saillant. Timochenko et Khrouchtchev déclarèrent que le danger représenté par le groupe de la Wehrmacht de Kramatorsk était exagéré et Staline refusa une nouvelle fois le repli. Les conséquences de la perte de supériorité aérienne devinrent aussi évidentes : le 18 mai, le VI. Fliegerkorps détruisit 130 tanks et 500 véhicules à moteur, auxquels s'ajoutèrent encore 29 tanks le 19 mai.
Le 19 mai, Paulus, sur ordre de Bock, avait déjà lancé une offensive générale depuis la région de Merefa, au nord du saillant, dans l'espoir d'encercler les troupes soviétiques restées autour d'Izioum. Ce n'est qu'à ce moment que Staline autorisa Joukov à mettre fin à son offensive pour repousser les forces allemandes sur ses flancs. Mais il était trop tard. Rapidement, les Allemands remportèrent des succès considérables contre les positions défensives soviétiques. Le 20 mai fut du même ordre, les forces allemandes se refermant sur l'arrière du saillant. Des divisions allemandes supplémentaires furent engagées ce jour-là, dispersant plusieurs unités soviétiques et accentuant la poussée vers l'avant. La Luftwaffe intensifia aussi ses opérations au-dessus du Donets pour empêcher les Soviétiques de s'échapper. Les Junkers Ju 87 du StG 77 détruisirent cinq des ponts principaux et en endommagèrent quatre autres, tandis que les Junkers Ju 88 du Kampfgeschwader 3 (KG 3) infligeaient de lourdes pertes aux colonnes de véhicules en retraite.
Bien que les forces de Timochenko réussissent à se regrouper le 21 mai, il ordonna un retrait du groupe armé Kotenko pour le lendemain, tout en préparant pour le 23 une attaque coordonnée des 9e et 57e armées. Ces efforts désespérés pour repousser l'avance allemande et les contre-attaques lancées pour sauver les unités encerclées échouèrent pour la plupart. Au soir du 24 mai, les forces soviétiques proches de Kharkov avaient été encerclées par les formations allemandes, qui avaient été capables de transférer plusieurs divisions supplémentaires sur le front, augmentant la pression sur les flancs du dispositif soviétique jusqu'à ce qu'il s'effondre.

### Encerclement des forces soviétiques

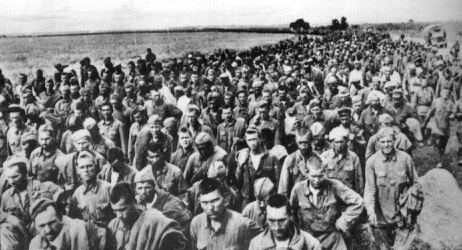
Prisonniers de guerre soviétiques (David M. Glantz, Kharkov 1942).

Le 25 mai eut lieu la première grande tentative soviétique pour briser l'encerclement. Le major général allemand Lanz a décrit ces attaques comme sordides, faites en masse. Le 26 mai, les soldats de l'Armée rouge survivants furent refoulés dans une zone surpeuplée d'environ 15 km2. Les tentatives de les secourir depuis l'est se heurtèrent systématiquement à une défense tenace et à des interventions aériennes. Des groupes de tanks et d'infanterie soviétiques qui avaient réussi à traverser les lignes allemandes furent détruits par les Junkers Ju 87 du StG 77. Dans cette situation, Timochenko ordonna officiellement la fin de toutes les opérations soviétiques le 28 mai, bien que des attaques pour briser l'encerclement se soient poursuivies jusqu'au 30 mai. Globalement, moins d'un homme sur dix put s'échapper de la « souricière de Barvenkovo ».
Antony Beevor estime que 240 000 Soviétiques y ont été faits prisonniers (avec l'essentiel de leurs blindés), tandis que David Glantz, citant Krivosheev, donne un total de 277 190 pertes soviétiques globales,. Les deux admettent des pertes allemandes faibles, leur estimation s'établissant à environ 20 000 morts, disparus et blessés,,.Les Soviétiques ont également perdus de 9 000 à 10 000 officiers, dont onze généraux tués et quatre capturés, ainsi qu'une vingtaine de colonels  tués et une trentaine capturés. Les généraux Gorodnianski et Podlas, commandants des 6e et 57e armées, sont parmi les pertes.
Sans même parler des pertes, Kharkov fut un revers soviétique majeur, qui mit fin aux succès étonnants de l'Armée rouge durant sa contre-offensive hivernale et ses petites offensives du printemps. Plus grave, la destruction des forces soviétiques ouvrait les portes du front sud à la Wehrmacht jusqu'à Stalingrad.

## Suites: opérations "Wilhelm" et "Fridericus II"
Après leur victoire, les Allemands cherchent à exploiter leur succès afin de débuter l'opération Fall Blau dans de meilleures conditions. Le 10 juin la 6e armée de Paulus et le 3e corps motorisé de Mackensen lancent l'opération Wilhelm dans le secteur nord, face à la tête de pont soviétique de Stary Saltov, à l'ouest du Donets. L'opération dure jusqu'au 15 juin et permet de  faire un bond de près de 100 km et de faire 25 000 prisonniers. Pour compléter le succès, la 1re armée panzer lance l'opération Fridericus II dans le secteur sud, en face d'Izioum, du 22 au 24 juin. Un nouveau bond de presque 100 km est réalisé et 21 827 nouveaux prisonniers sont  faits. Ce double succès permet au Allemands de traverser la rivière Donets, leur évitant ainsi d'avoir à franchir ce cours d'eau lors du déclenchement de la grande offensive d'été. Deux têtes de pont sont également établies à l'est de l'Oskol. Au total, de mai à juin, dans le secteur de Kharkov, les Soviétiques ont perdu environ 300 000 hommes et plus de mille chars, soit plus de machines que n'en possède le Groupe d'armées Sud.

## Analyse et conséquences
De nombreux auteurs ont tenté de préciser les raisons de la débâcle de l'Armée rouge à la seconde bataille de Kharkov. Plusieurs généraux soviétiques ont blâmé l'incapacité de la Stavka et de Staline à apprécier la puissance de la Wehrmacht sur le front de l'Est après ses défaites de l'hiver 1941-1942 et du printemps 1942. Dans ses mémoires, Joukov résume cette thèse en disant que l'échec de l'opération était largement prévisible, car l'offensive était organisée de façon inepte, le risque d'exposer le flanc gauche du saillant d'Izioum aux contre-attaques allemandes étant évident sur une carte. Selon lui, la principale raison de la défaite soviétique réside pourtant dans les erreurs de Staline, qui sous-estimait le danger représenté par les armées allemandes du secteur sud-ouest et n'avait pas pris la peine de concentrer de réserves stratégiques significatives pour contrer une éventuelle menace allemande. Pire encore, Staline avait ignoré les avis de son propre chef d'état-major, qui recommandait l'organisation d'une forte défense dans le Sud-Ouest pour pouvoir repousser toute attaque de la Wehrmacht.
Les généraux soviétiques sur le terrain (particulièrement ceux du front sud-ouest) souhaitaient en outre poursuivre sur la lancée de leurs succès de l'hiver, et, tout comme les généraux allemands, ils sous-estimaient la force de leurs ennemis, comme l'a souligné a posteriori le commandant de la 38e armée, Kirill Moskalenko. La contre-offensive hivernale avait affaibli la Wehrmacht, mais ne l'avait pas détruite. Comme le rappelle Moskalenko en citant un soldat anonyme, « ces fascistes se sont réveillés de leur hibernation ».
La volonté de Staline de reforcer ses armées par des conscrits récents, qui étaient mal entraînés et mal équipés, illustrait sa méconnaissance des réalités, aussi bien en ce qui concerne les capacités de l'Armée rouge que de celles des Allemands à se défendre et à lancer une contre-offensive. Cela fut particulièrement évident lors de l'opération Fall Blau qui suivit, qui devait mener à la bataille de Stalingrad, bien que celle-ci eût pour Paulus une conclusion entièrement différente.
La seconde bataille de Kharkov avait montré le potentiel offensif des armées soviétiques. Elle peut être considérée comme une de leurs premières tentatives pour prendre de vitesse une offensive allemande estivale, une méthode qui serait répétée par la Stavka avec les opérations Mars, Uranus et Saturne. Même si seules deux sur trois furent de vraies victoires, elles démontrent la capacité soviétique à retourner la guerre en leur faveur, ce qui se réalisa après la bataille de Koursk en juillet 1943. La seconde bataille de Kharkov eut aussi un effet positif sur Staline, qui commença à faire plus confiance à ses commandants et à son chef d'état-major (autorisant celui-ci à avoir le dernier mot sur la nomination des commandants au front, par exemple). Après les Grandes Purges de 1937, son échec à prévoir la guerre en 1941 et sa sous-estimation de la puissance militaire allemande en 1942, Staline reprit finalement confiance en son armée. Au contraire, Hitler devint de plus en plus méfiant à l'égard de ses officiers, renvoyant finalement son chef d'état-major Franz Halder en septembre 1942.
Dans le contexte de la bataille elle-même, l'échec de l'Armée rouge à se regrouper correctement avant le début de la bataille et la capacité des Allemands à recueillir des informations sur ses mouvements jouèrent un rôle important dans l'issue finale. Les mauvais résultats soviétiques de la pince nord et les mauvais renseignements dont disposaient la Stavka et les états-majors locaux y eurent aussi leur part. Mais en dépit de la défaite, elle soulignait une évolution des tactiques de l'Armée rouge, qui allait reprendre et améliorer sa théorie d'avant-guerre d'opérations en profondeur.